# Philippine Airlines
Las Líneas Aéreas Filipinas (Philippine Airlines en inglés, abreviado PAL) es la aerolínea nacional de Filipinas. Mantiene su sede social al PNB Financial Center (sede del Banco Nacional Filipino) en Pásay, y su base principal de operaciones al Aeropuerto Internacional Ninoy Aquino de Manila. De su base principal en Manila, y también de sus bases secundarias en Ángeles, Cebú y Dávao, la PAL opera vuelos a varios pueblos principales en Filipinas y a los países del Sudeste Asiático, Asia Oriental, Oceanía, Medio Oriente, Europa y América del Norte. La PAL llega en totalidad a 74 ciudades en 21 países incluido vuelos operados por su filial PAL Express.
Fundada en 1941 por el empresario Andrés Soriano Roxas, la PAL es la primera aerolínea comercial en Asia y la más antigua de las que siguen operando usando su nombre original, con una historia larga y distinguida de más de ochenta años. Cabe destacar que el nombre Líneas Aéreas Filipinas era el nombre oficial en español de la compañía y no una traducción del nombre en inglés. Después de un periodo como empresa estatal, en 1992 se privatizó por el LT Group del empresario chino-filipino Lucio Tan. El LT Group mantiene hasta ahora su control excepto por dos años bajo la Corporación San Miguel entre 2012 y 2014.

## Asuntos corporativos
Desde 1991, después del despojo total de sus acciones por la parte del gobierno de Filipinas, la PAL es de propiedad privada.

## Flota
Excluyendo los aviones en la flota de PAL Express la flota de la PAL forma de los siguientes tipos de avión con una edad promedia de 7.2 años (a octubre de 2021).
| Flota operada por Líneas Aéreas Filipinas |             |         |          |                                    |                                    |                                    |                                    |                                                                       |                                    |
| Tipo de avión                             | En servicio | Órdenes | Opciones | Pasajeros                          | Pasajeros                          | Pasajeros                          | Pasajeros                          | Notas                                                                 |                                    |
| Tipo de avión                             | En servicio | Órdenes | Opciones | J                                  | W                                  | Y                                  | Total                              | Notas                                                                 |                                    |
| Airbus A320-214                           | 3           | —       | —        | 12                                 | —                                  | 144                                | 156                                | En proceso de reemplazo con el Airbus A321.                           |                                    |
| Airbus A321-231                           | 17          | —       | —        | 12                                 | 18                                 | 169                                | 199                                |                                                                       |                                    |
| Airbus A321-271N                          | 6           | —       | —        | 12                                 | —                                  | 156                                | 168                                | [ 9 ]                                                                 |                                    |
| Airbus A321-271NX                         | 2           | 13      | —        | 12                                 | —                                  | 183                                | 195                                | Configurado con Airbus Cabin Flex ("X").                              |                                    |
| Airbus A330-300                           | 4           | —       | —        | 18                                 | 27                                 | 323                                | 368                                |                                                                       |                                    |
| Airbus A330-300                           | 5           | —       | —        | 18                                 | 24                                 | 267                                | 309                                | Dos aviones están en proceso de ampliación para cargar 359 pasajeros. |                                    |
| Airbus A350-941                           | 2           | —       | —        | 30                                 | 24                                 | 241                                | 295                                | Un avión (RP-C3508) tiene etiquetas "Love Bus".                       |                                    |
| Airbus A350-1041                          | —           | 9       | —        | —                                  | —                                  | —                                  | —                                  |                                                                       |                                    |
| Boeing 777-300ER                          | 9           | —       | —        | 42                                 | —                                  | 328                                | 370                                |                                                                       |                                    |
| Total                                     | 48          | 22      | —        | Última actualización: mayo de 2023 | Última actualización: mayo de 2023 | Última actualización: mayo de 2023 | Última actualización: mayo de 2023 | Última actualización: mayo de 2023                                    | Última actualización: mayo de 2023 |

La flota de la PAL suma a 75 aviones en total incluido la flota de PAL Express (27).

## Destinos
A partir de marzo de 2020 e incluso los vuelos de su filial PAL Express, la PAL opera vuelos programados a 31 puntos domésticos en Filipinas, y también a 43 ciudades internacionales en 21 países del mundo. La PAL tiene más vuelos a América del Norte que cualquier aerolínea del Sudeste Asiático, con vuelos a Honolulu, Los Ángeles, Nueva York, San Francisco, Toronto y Vancouver hasta 57 veces por semana. Sin embargo, China es su mercado más grande con vuelos a 8 ciudades.
Antes de la crisis financiera asiática la PAL mantuvo una red más amplia de destinos, con vuelos a partir de 1998 a 26 puntos internacionales y una red doméstica de 36 destinos incluso de algunas rutas "misioneras" (con obligación de servicio público) a locales lejanos en Filipinas. Hoy PAL Express asumió la mayoría de su antigua red doméstica, mientras la PAL está reconstruyendo y extendiendo su red internacional.

### Acuerdos de código compartido
La PAL ha firmado acuerdos de vuelo con código compartido entre las siguientes aerolíneas:
- Air Macau
- All Nippon Airways (Star Alliance)
- Bangkok Airways
- Cathay Pacific (Oneworld)
- China Airlines (SkyTeam)
- Garuda Indonesia (SkyTeam)
- Gulf Air
- Hawaiian Airlines
- Malaysia Airlines (Oneworld)
- PAL Express (filial)
- Royal Brunei Airlines
- Turkish Airlines (Star Alliance)
- Vietnam Airlines (SkyTeam)
- WestJet
- Xiamen Air (SkyTeam)

Además de los acuerdos ya mencionados la PAL está en proceso de negociar un acuerdo de código compartido con American Airlines para añadir a su red 8 nuevos destinos en Estados Unidos.

## Identidad de marca

### Logo y librea
La PAL utiliza actualmente una esquema de logo y librea diseñada por Vincent Carrà de Landor Associates. La librea se llama "Sunriser" ("amanecedor"), y fue desvelada en 1987 con el estreno del Short 360 en su flota.

### Imagen corporativa

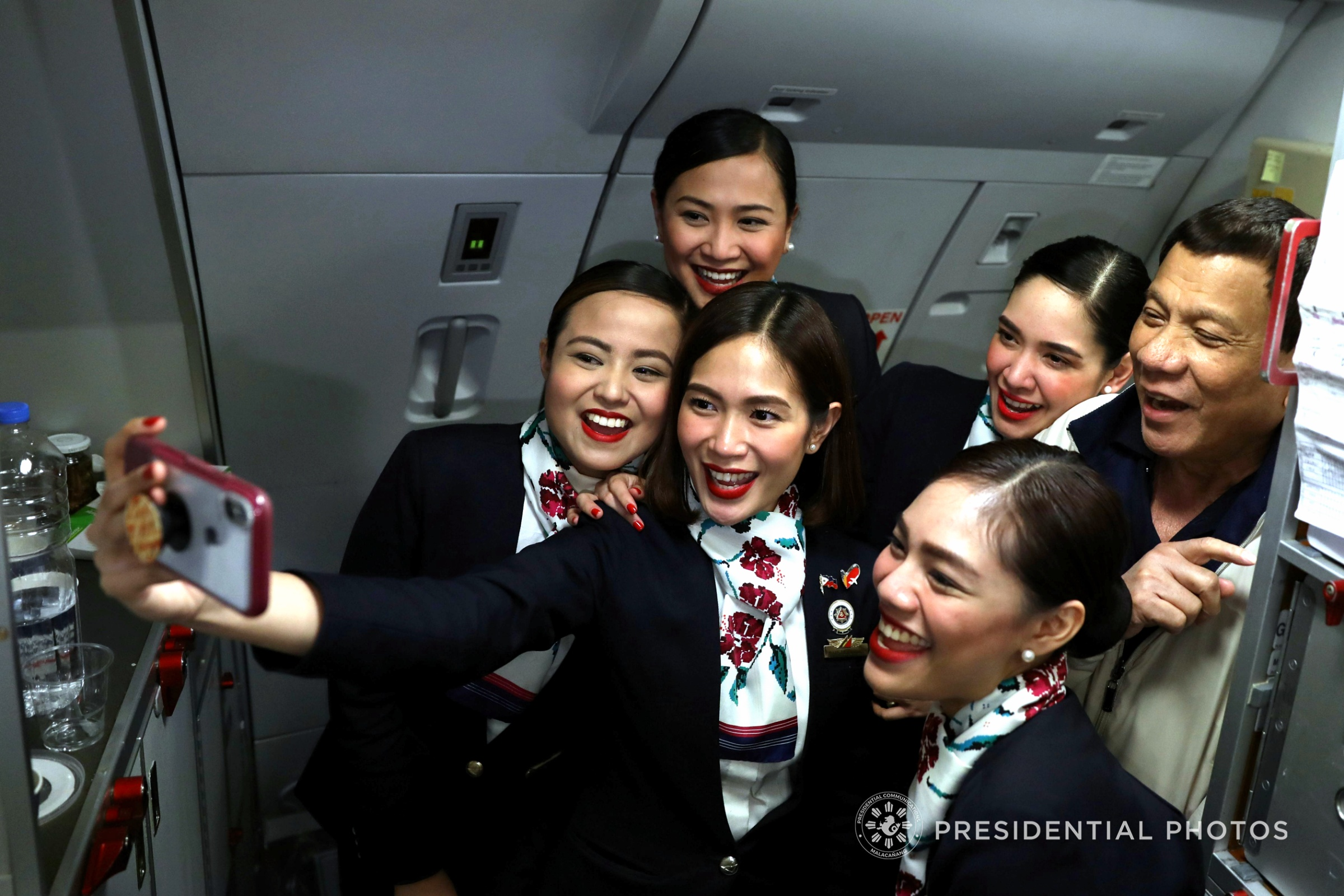
El presidente Rodrigo Duterte posando por un selfi con unas azafatas de la PAL

Los auxiliares de vuelo de la PAL han llevado varios uniformes a lo largo de su historia, y su paquete de compensación incluye un subsidio para comprar uniformes cada periodo de 18 meses. Varios diseñadores filipinos como José "Pitoy" Moreno, Christian Espíritu y Chito Antonio han diseñado uniformes por la PAL, y a veces se han llevado diseños hechos por diseñadores extranjeros como Renato Balestra y Pierre Cardin.
El actual uniforme estándar consiste de un traje en azúl y blanco, emparejado con un pañuelo floreado para las azafatas, aunque llevaron en el pasado el traje típico del país. Como respuesta a la pandemia de COVID-19 en abril de 2020 el diseñador filipino Edwin Tan diseñó un juego de equipo de protección individual customizado que integra los colores de la PAL con un diseño inspirado por la ropa de protección médica, aunque con ajuste más holgado para acomodar un rango de movimiento más amplio. Durante la pandemia la PAL tenía la intención de presentar nuevos diseños con fin de crear una apariencia unificada para sus auxiliares de vuelo.
La PAL espera que sus auxiliares de vuelo mantengan un alto nivel de aseo y comportamiento. De hecho, en 2013 la PAL fue nombrado por Skyscanner como una de las diez aerolíneas en el mundo con auxiliares de vuelo más elegantes.

### Filosofía de servicio
El octubre de 2017 la PAL presentó formalmente su actual filosofía de servicio, "Buong Pusong Alaga" ("atención total del corazón"), centrada a la provisión de servicio sincero con "toca filipina". Tiene cinco puntos de servicio cuyos atributos animan la provisión por parte de la PAL un servicio "bueno, seguro, atento, respetuoso y amoroso", a lo largo del vuelo y en todos los aspectos de la experiencia de viaje.
A veces se hace aparente esta filosofía en unos gestos hechos por empleados de la PAL, tanto positivo como negativo. Unas azafatas fueron elogiados en la prensa y a través el Internet, por ejemplo, después de prestar un nivel de servicio más alto de lo que se considera normal, mientras la PAL fue criticada a la vez por inconsistencias en la práctica de su misma filosofía en tiempos de operaciones irregulares.

### Eslóganes
A lo largo de su historia la PAL ha usado varios eslóganes en sus anuncios y campañas promocionales.
- La Estrella de Oriente[3]
- The Personal Air Line[42]
- Welcome Aboard the Philippines[43]
- Asia's First Airline[44]
- Shining Through[45]
- Pilipino, Para sa Pilipino[46]
- On the Wings of Change[47]
- Asia's Sunniest[48]
- It's About Experience[49]
- Clearly No. 1[50]
- With Us, You're Always No. 1[51]
- Asia's First, Shining Through[52]
- Love, Your PAL[53]
- Your Home in the Sky[54]
- The Heart of the Filipino[36]

"The Heart of the Filipino" ("El corazón del filipino"), el actual eslogan de la PAL, fue introducido en 2016 para conmemorar su 75.º aniversario.

## Servicio a bordo

### Cabinas
Actualmente la PAL ofrece dos niveles de servicio a bordo: clase ejecutiva y clase económica. A bordo algunos los aviones de fuselajes anchos, se ofrece también servicio de clase económica prémium.
La PAL empezó la remodelación integral de sus cabinas en 2006 con una cabina mejorada a bordo el Airbus A319 y A320. Dos años después sus aviones Boeing 747-400 recibieron nuevos asientos en dos clases de servicio con nueva sistema de entretenimiento audiovisual, parte de un proyecto de remodelación por valor de ₱3.5 billones que también marcó la discontinuación de primera clase. Se introduzca la clase económica prémium en 2014 a bordo el Airbus A330 inicialmente por la reintroducción de servicios a Medio Oriente. Una nueva cabina de tres clases de servicio fue introducida en 2017 al Airbus A330, y también el próximo año al Airbus A321neo y A350.
Lift Strategic Design de Tokio diseñó el interior de las cabinas. Una tema costera informe el diseño del Boeing 777, con elementos de diseño inspirados del mar tranquila de Filipinas, mientras la cabina del Airbus A330 de tres clases usa esta tema emparejada con la tradición textil del país como inspiración por los adornos de suyo diseño. La hospitalidad filipina y elementos de su cultura y vida cotidiana influye el diseño del Airbus A350, a donde Lift coordinó también con Airbus para hacer una esquema única de luces diseñada a 
crear una experiencia más atractiva para los pasajeros. La esquema de colores al Airbus A321-200 refleja entre tanto el afecto y hospitalidad del pueblo filipino.

#### Clase ejecutiva

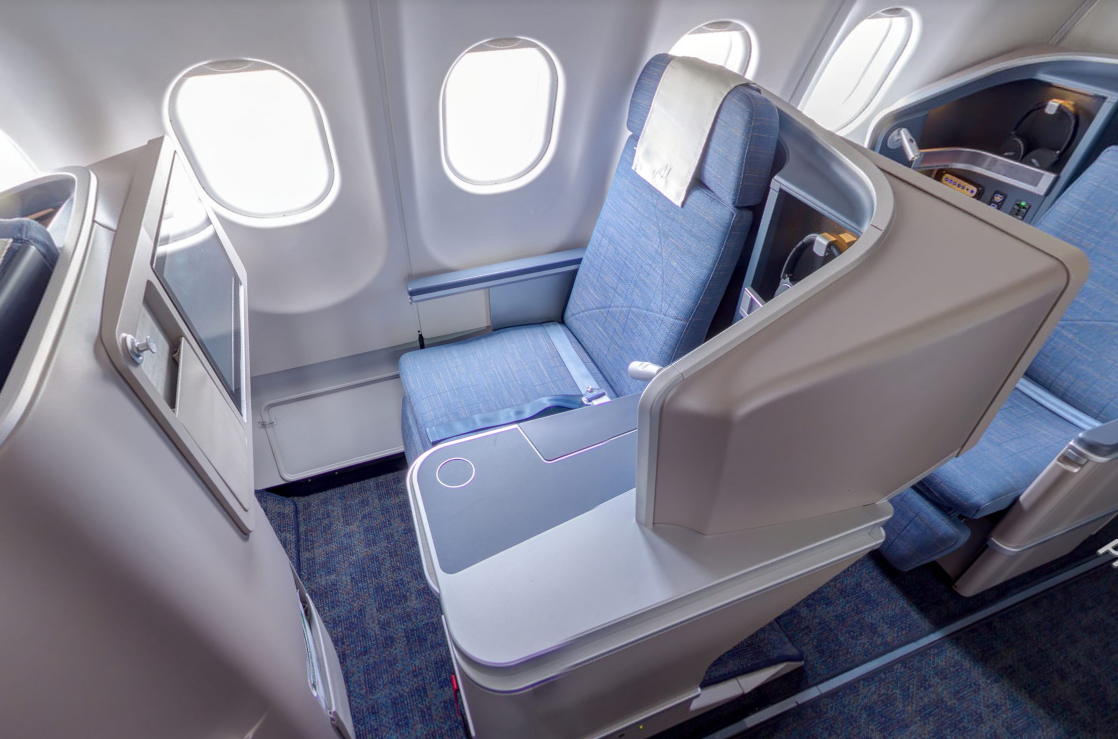
El nuevo asiento de clase ejecutiva a bordo un Airbus A330

La PAL es la única aerolínea de Filipinas que ofrece la clase ejecutiva a bordo sus vuelos. Se ofrece la misma clase (anteriormente llamada Clase Mabuhay; Mabuhay Class en inglés) en todos los vuelos excepto por algunos vuelos domésticos operados por PAL Express, con asientos totalmente reclinables y convertibles a camas a bordo todos los aviones de fuselajes anchos y el Airbus A321neo LR.
A bordo el Airbus A350 y Airbus A330 configurado por tres clases de servicio, la PAL usa el asiento Vantage XL de Thompson Aero en una configuración que permitiendo acceso directo a pasillo por todos los pasajeros, mientras se fue el cliente de lanzamiento por el asiento Equinox 3D de Sogerma a bordo el Airbus A330 configurado por dos clases, a donde los asientos son configurados de forma "V" y arreglados en pares en toda la cabina. Esta configuración se usaba también con los asientos Diamond de B/E Aerospace del Airbus A321neo LR. Hay dos tipos de asientos a bordo los Boeing 777: el asiento Aura de Zodiac Aerospace en los cuatro aviones más nuevos, y el CL 6510 de Recaro que fueron instalados también en la cabina del antiguo Boeing 747-400 después de su remodelación en el resto de la flota. En ambos aviones los asientos están arreglados en una composición de pares en los asientos laterales y un grupo de tres por la parte central.
Todos los asientos tienen 37 a 78 pulgadas (94,0 a 198,1 cm) de distancia entre filas dependiendo a la configuración del avión, y se instados con una luz personal ajustable, ajustes de comodidad, bandeja, enchufe eléctrico, puerto USB y compartimentos de almacenaje. Los aviones de fuselajes estrechos por uso a vuelos domésticos y regionales hay asientos arreglados en pares con reclinación adicional, reposacabezas ajustable a múltiples direcciones y reposapiés, con una configuración de cabina más espaciosa a bordo el Airbus A321neo SR. Excepto por el Airbus A321-200 y el A330 configurado por dos clases, hay también un sistema de entretenimiento en vuelo con pantalla táctil y control remoto.
A bordo la PAL ofrece un servicio de comida en demanda con champán ilimitada y un menú curado, y durante los vuelos de largo alcance se ofrece un edredón y kit de servicios por L'Occitane en Provence. Antes de volar los pasajeros en misma clase pueden aprovechar servicios de prioridad al registro, embarque, manejo de equipaje y también acceso a los Salones Mabuhay.

#### Clase económica prémium

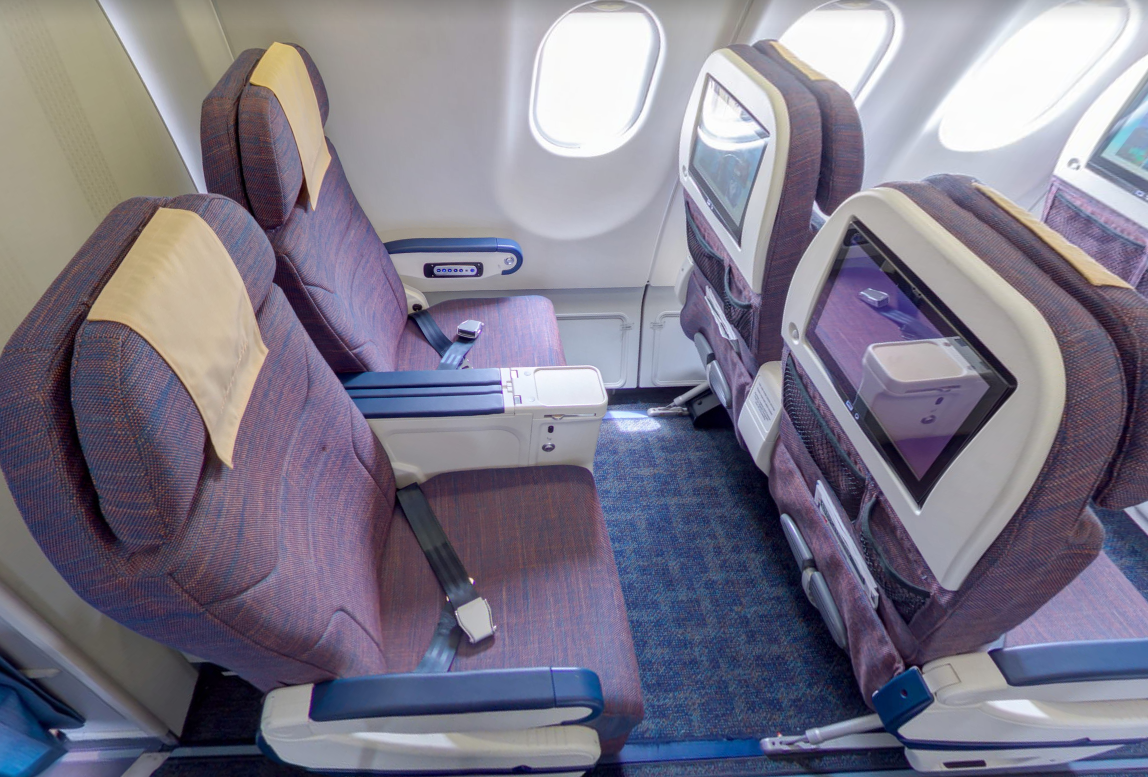
El asiento más nuevo de clase económica prémium a bordo un Airbus A330

Un producto actual de clase económica prémium fue introducido en 2016 a fin de esforzar la posición de la PAL como una aerolínea de servicio completo. Se ofrece esta clase de servicio a bordo los aviones Airbus A350 y A330 configurados por tres clases, y es posible que introducirlo en el futuro al Boeing 777.
La PAL ha instalado el asiento 5810 de Zodiac Aerospace por su producto de clase económica prémium,  a donde los asientos son arreglados en una pareja por los asientos laterales y un grupo de tres o cuatro asientos por la parte central. Se limita el número a 24 asientos a fin de mantener la privacidad y exclusividad de la cabina, con un lavatorio asignado también solo por los pasajeros de esta cabina.
Cada asiento tiene una reclinación máxima de 8 pulgadas (20,3 cm) con 38 pulgadas (96,5 cm) de distancia entre filas, y equipado con reposacabezas y reposapiés integrados, compartimentos de almacenaje, bandeja, enchufe eléctrico y puerto USB. Los asientos son equipados también con pantalla táctil de 13,3 pulgadas (33,8 cm) y control remoto como sistema de entretenimiento en vuelo. A bordo la PAL ofrece un nivel de servicio elevado de la clase económica, con servicio de comida plateada, una bebida de bienvenida y toalla caliente, y una manta y kit de servicios por L'Occitane en Provence a bordo los vuelos de largo alcance. Antes de volar los pasajeros en misma clase pueden aprovechar servicios de prioridad al registro, embarque, y manejo de equipaje al aeropuerto.
Antes de 2016 la PAL empezó a ofrecer un producto de clase económica prémium cuando se introduzca el Airbus A330 con 414 asientos de clase económica; de estos, 39 fueron designados como asientos de económica prémium. Este producto ofrece, disponible también al Airbus A321-200, asientos con distancia adicional entre filas: hay 4 pulgadas (10,2 cm) de distancia adicional a la cabina de económica prémium a bordo el A321-200 comparando a sus asientos en la clase económica regular. Este producto fue discontinuado con la remodelación de estos Airbus A330 a la versión con producto actual de económica prémium, pero está actualmente disponible a bordo el Airbus A321-200, el A330 configurado por dos clases y la nueva versión del Bombardier Q400 operado por PAL Express. Algunos vuelos domésticos operados por PAL Express también ofrecen esta clase a bordo los aviones de tipo jet en lugar de clase ejecutiva usando los asientos en la parte delantera del avión; otros vuelos domésticos operados por PAL Express o misma la PAL posiblemente ofrecen esta clase dependiendo al avión en servicio para eso.

#### Clase económica

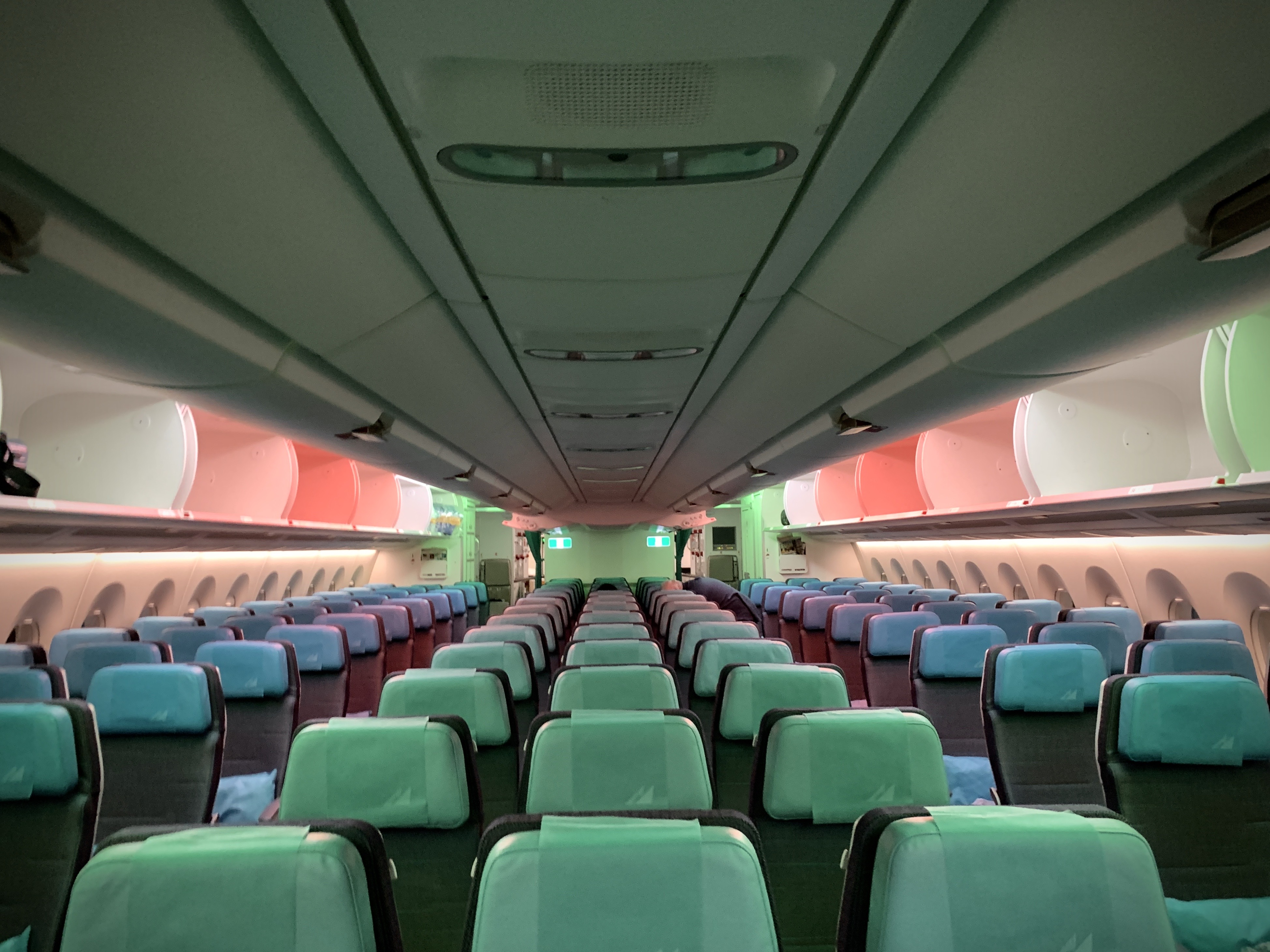
La cabina de clase económica a bordo un Airbus A350

La PAL ofrece un producto de clase económica (anteriormente llamada Clase Fiesta; Fiesta Class en inglés) en todos los vuelos. Es también la única clase disponible a bordo los vuelos de PAL Express operados por aviones turbohélices.
Varios modelos de asiento sirve como producto de clase económica. La flota mayormente tienen asientos de Zodiac Aerospace o sus compañías asociadas instalados a bordo: el Airbus A330 configurado por tres clases de servicio, el A350,  y también los cuatro Boeing 777 más nuevos, a donde se instalaba el asiento Z300. Los Boeing 777 más viejos tienen el asiento 5750 de Weber Aircraft (hoy filial estadounidense de Zodiac) con un platillo de asiento ajustable que permite ajustar más flexiblemente el cojín, mientras hay asientos Weber 5751 a bordo los Airbus A321-200 y los A330 configurados por dos clases de servicio, que también son equipados con mismo platillo de asiento ajustable. Los Airbus A320 tienen asientos de Recaro instalados a bordo. Estos son arreglados en grupos de tres en ambos lados del pasillo por los aviones de fuselajes estrechos, con un grupo adicional de tres asientos en la parte central a bordo el Airbus A330 configurado por dos clases y el Airbus A350. Los asientos del Airbus A330 configurado por tres clases entre tanto son arreglados en una pareja por los asientos laterales y un grupo de cuatro por la parte central.
Cada asiento tiene anchura de 17-19 pulgadas (43,2-48,3 cm), una reclinación máxima de 5-6 pulgadas (12,7-15,2 cm), y una distancia de 29 a 33 pulgadas (73,7 a 83,8 cm) entre filas. Todos los asientos de clase económica son equipados con reposacabezas y bandeja, y si un sistema de entretenimiento fue instalado, una pantalla táctil, control remoto y puerta USB. A bordo la PAL ofrece un servicio de comida en todos los vuelos más de 45 minutos excepto de los vuelos de PAL Express operados por aviones turbohélices, y también una manta y kit de servicios a bordo los vuelos de largo alcance.

### Comida
MacroAsia Corporation, un miembro del LT Group, es el proveedor oficial de cáterin por la PAL desde 2019. Se proporcione esos servicios en asociación con SATS Catering de Singapur. Antes de MacroAsia, la compañía SkyKitchen Philippines de Manuel "Manny" Osmeña proporcionó esos servicios a la PAL.
La PAL sirve cada día entre 17,000 e 22,000 comidas a bordo de sus vuelos, preparando comidas influenciadas de cocina filipina, asiática, española y americana. Se persiguió en 2018 colaboraciones fuertes con los mejores chefs filipinos para mejorar sus ofertas culinarias a bordo, particularmente sus ofertas de cocina filipina. Suya comida más famosa es posiblemente el caldo de arroz, favorita de la presidenta Corazón Aquino.

Comidas servidas de Líneas Aéreas Filipinas
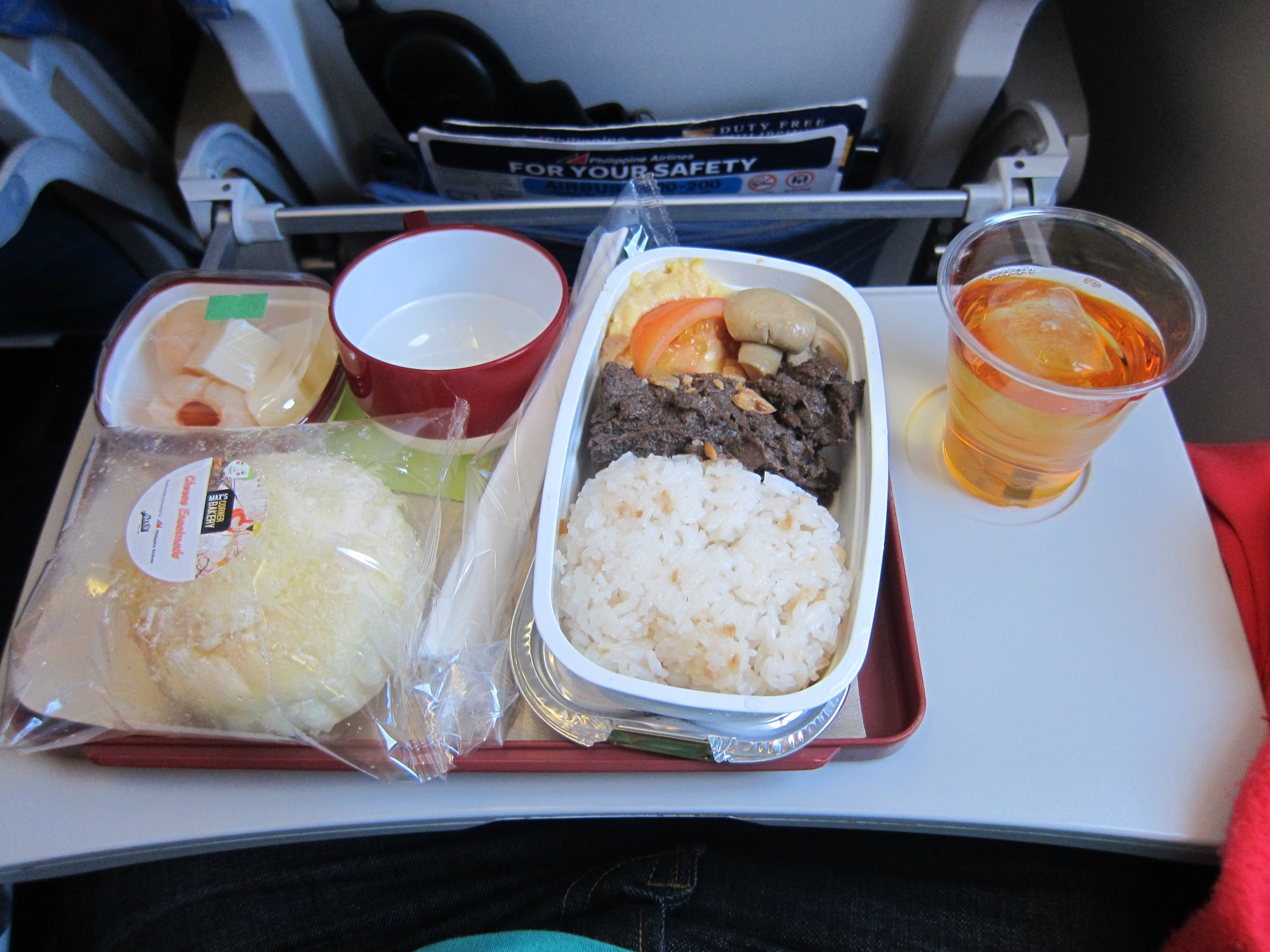
Desayuno de clase económica en un vuelo internacional de corto alcance
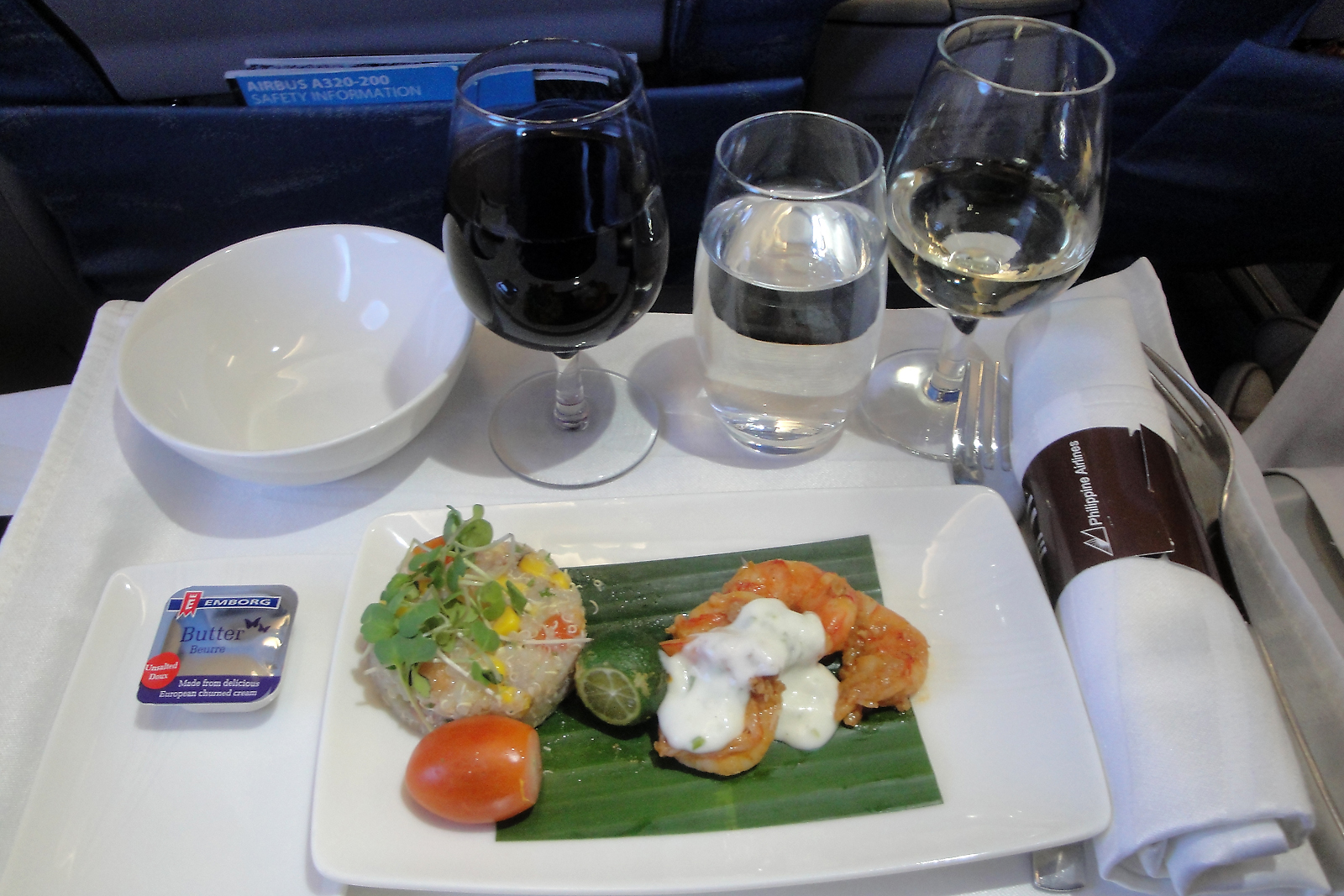
Almuerzo de clase ejecutiva en un vuelo internacional de corto alcance
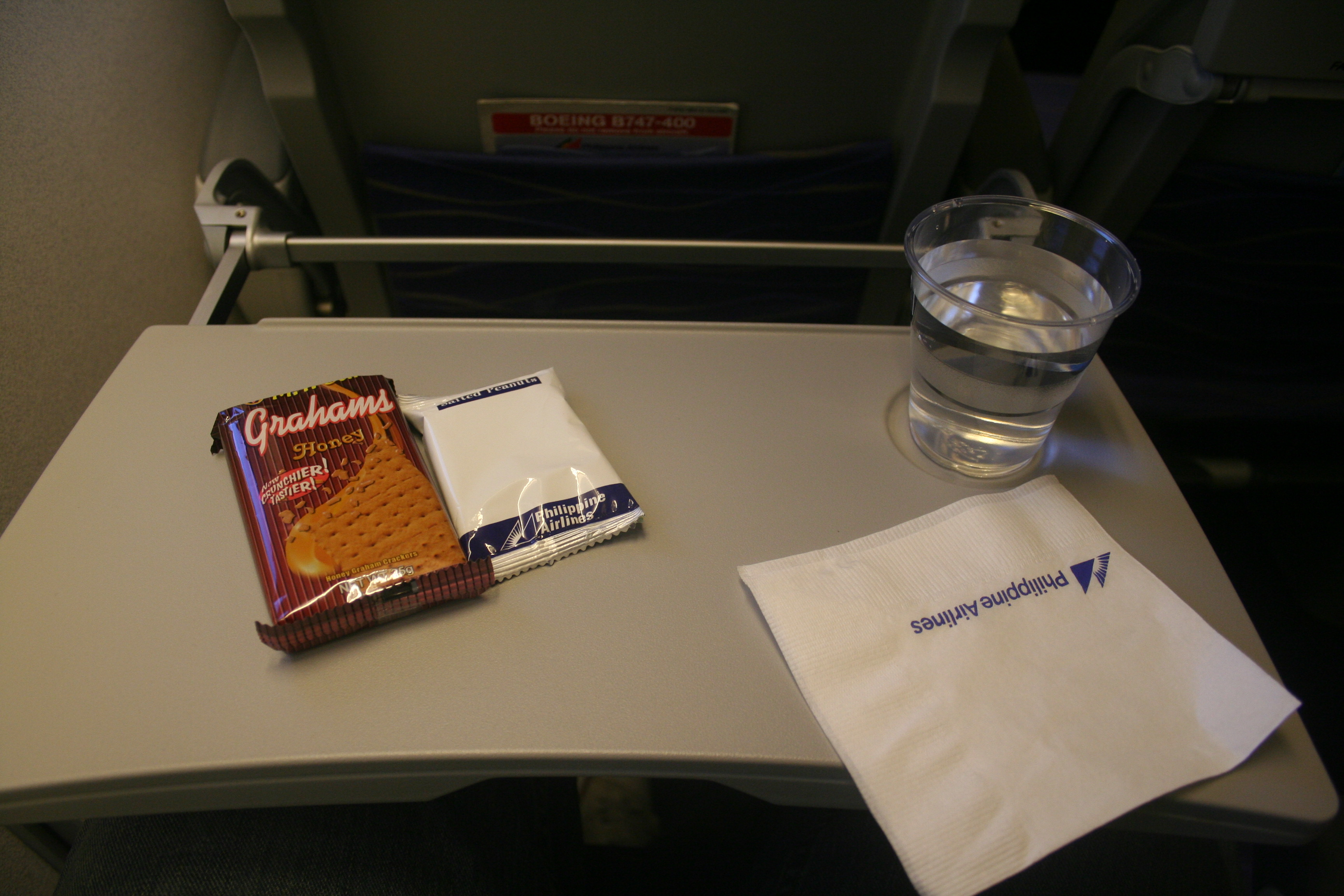
Merienda de clase económica en un vuelo doméstico
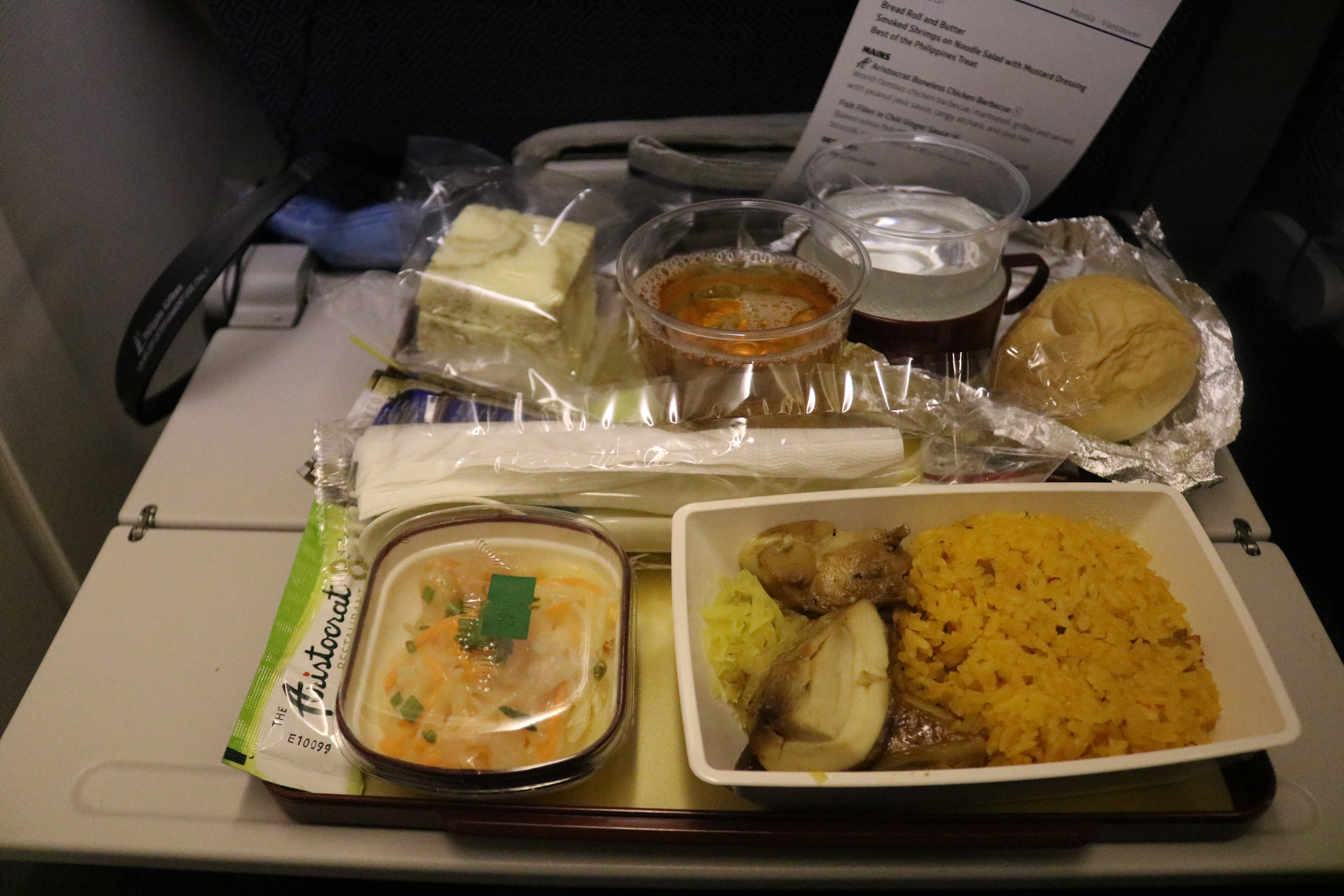
Cena de clase económica en un vuelo internacional de largo alcance
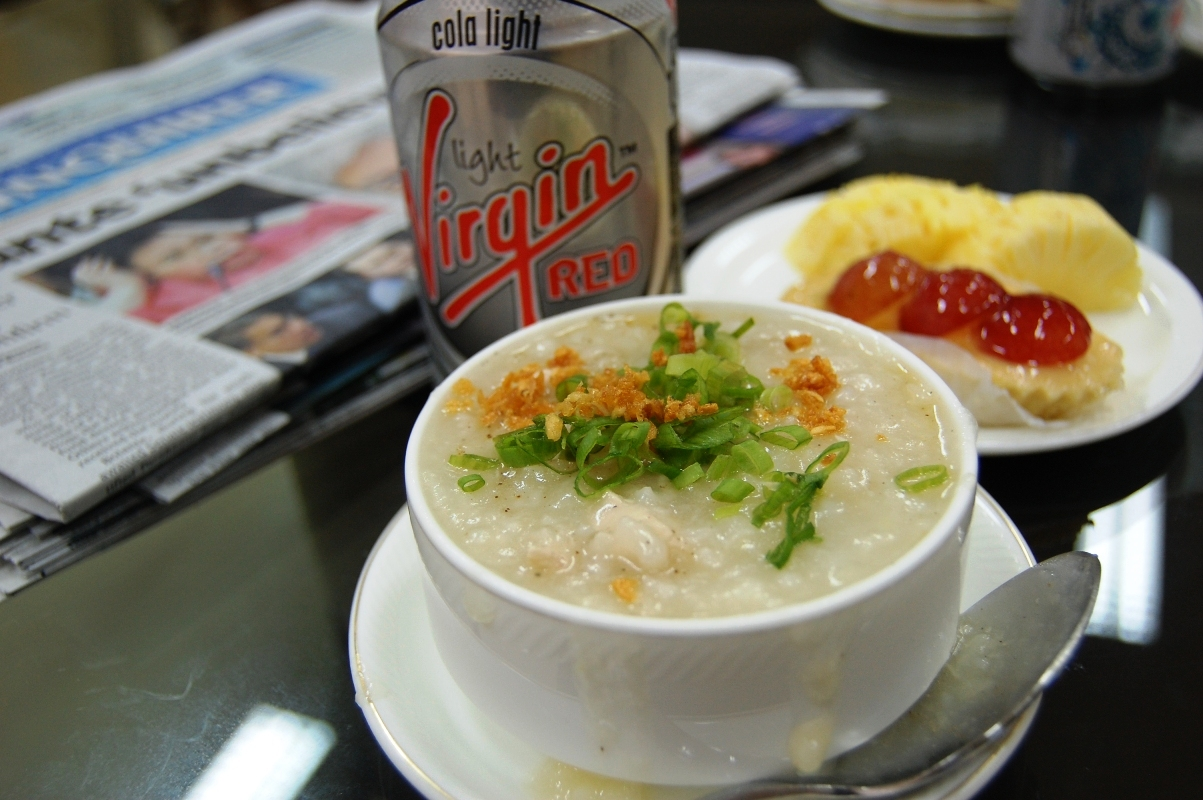
Un tazón de caldo de arroz, servido al Salón Mabuhay

En algunos vuelos la PAL sirve comidas preparadas en asociación con restaurantes notables en Filipinas y el mundo, incluso de Wolfgang's Steakhouse de Nueva York y The Aristocrat de Manila. La PAL ofrece también varios comidas especiales a pedido antes de viajar por los pasajeros con necesidades especiales.

### Entretenimiento en vuelo

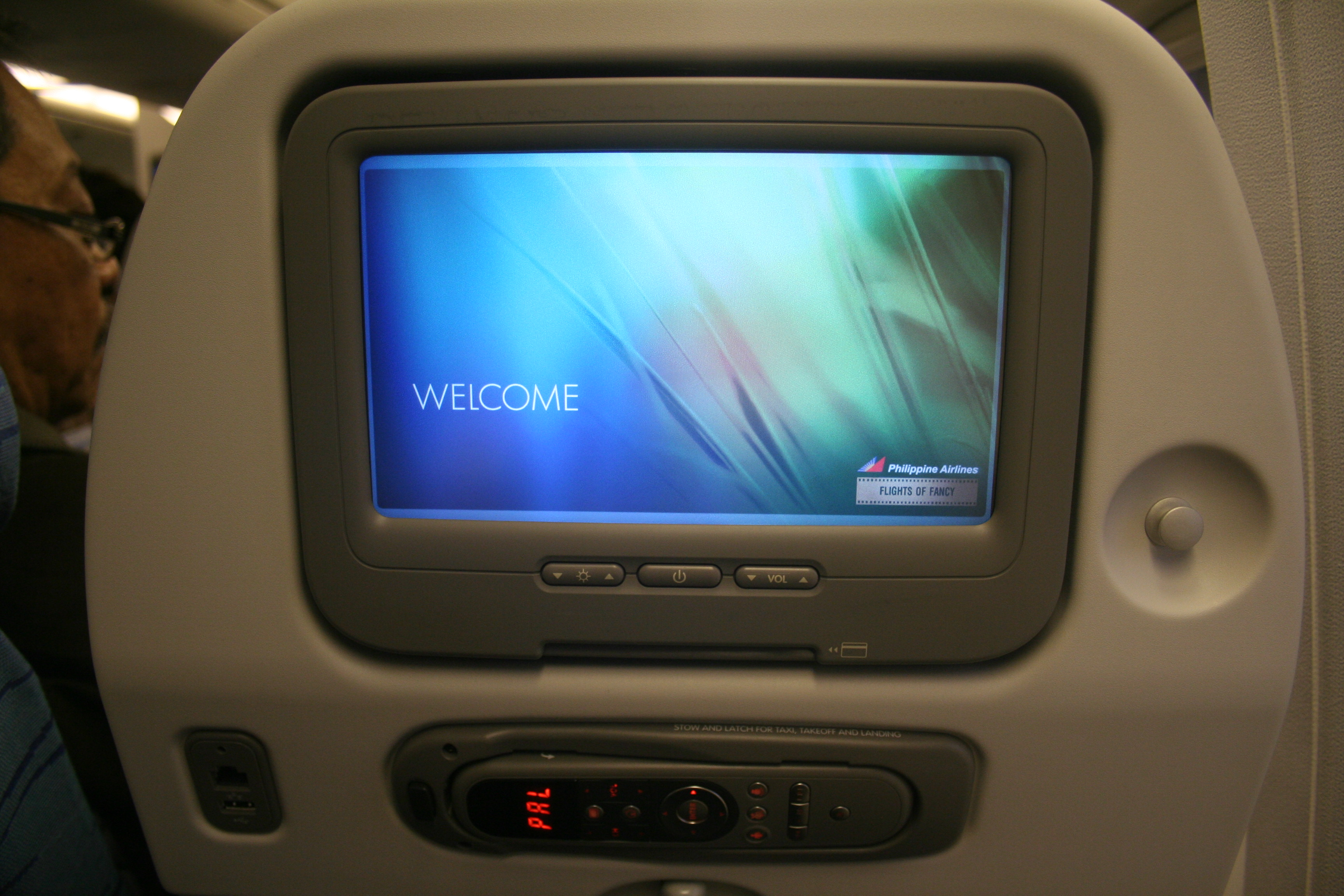
El sistema de entretenimiento en vuelo a bordo un Boeing 777 en la clase económica

Todas la ofertas de entretenimiento en vuelo por la PAL son ofrecidos bajo la marca "myPAL".

#### Contenido a la carta
La PAL ofrece hasta 300 horas de películas, programas de televisión y otro contenido cargado a bordo a través del sistema "myPAL eSuite", anteriormente llamada "Flights of Fancy". En 2013 se ha contratado los servicios de gestión del contenido por sus sistemas de entretenimiento en vuelo a IFE Services Ltd, hoy Global Eagle Entertainment.
Aunque los Airbus A319 y A320 había instalado un sistema en la clase ejecutiva, a donde la cabina fue equipada con un sistema eFX de Panasonic Aviation, el Boeing 747-400 hoy retirado fue el primer avión instalado con un sistema moderna de entretenimiento en vuelo a todos los asientos. Esa sistema, la i5000 del Thales Group instalada durante su remodelación en 2008, incluyó una colección de 18 películas de Hollywood, una película filipina, 8 programas de televisión, 12 canales de radio, 50 álbumes de música y algunos videojuegos. Panasonic instaló un sistema más avanzada, la eX2, al Boeing 777 durante su introducción en 2009, y su sistema actualizada, la eX3, a los cuatro aviones más nuevos de esa flota. Zodiac Aerospace instaló entre tanto el sistema RAVE Centric a bordo el Airbus A350, A321neo y A330 configurado por tres clases de servicio.
La PAL provee también entretenimiento en vuelo por wifi bajo la marca "myPAL Player", particularmente a bordo el Airbus A330 configurado por dos clases de servicio, a donde se no había instalado un sistema de entretenimiento en vuelo en el asiento. En asociación con Global Eagle Entertainment, se fue el cliente de lanzamiento por el sistema WISE usando la tecnología OnAir Play desarrollado por SITA, con soporte por la difusión de contenido — incluso de una selección más grande de películas, programas de televisión, música y revistas — a dispositivos electrónicos portátiles durante el vuelo.
Notablemente el Airbus A321-200 no había ningún sistema de entretenimiento en vuelo instalada a bordo, en el asiento o a través de wifi. En 2016, SITA y AeroMod International comenzaron la instalación del equipo necesario para desplegar el myPAL Player al mismo avión.

#### Conectividad en vuelo

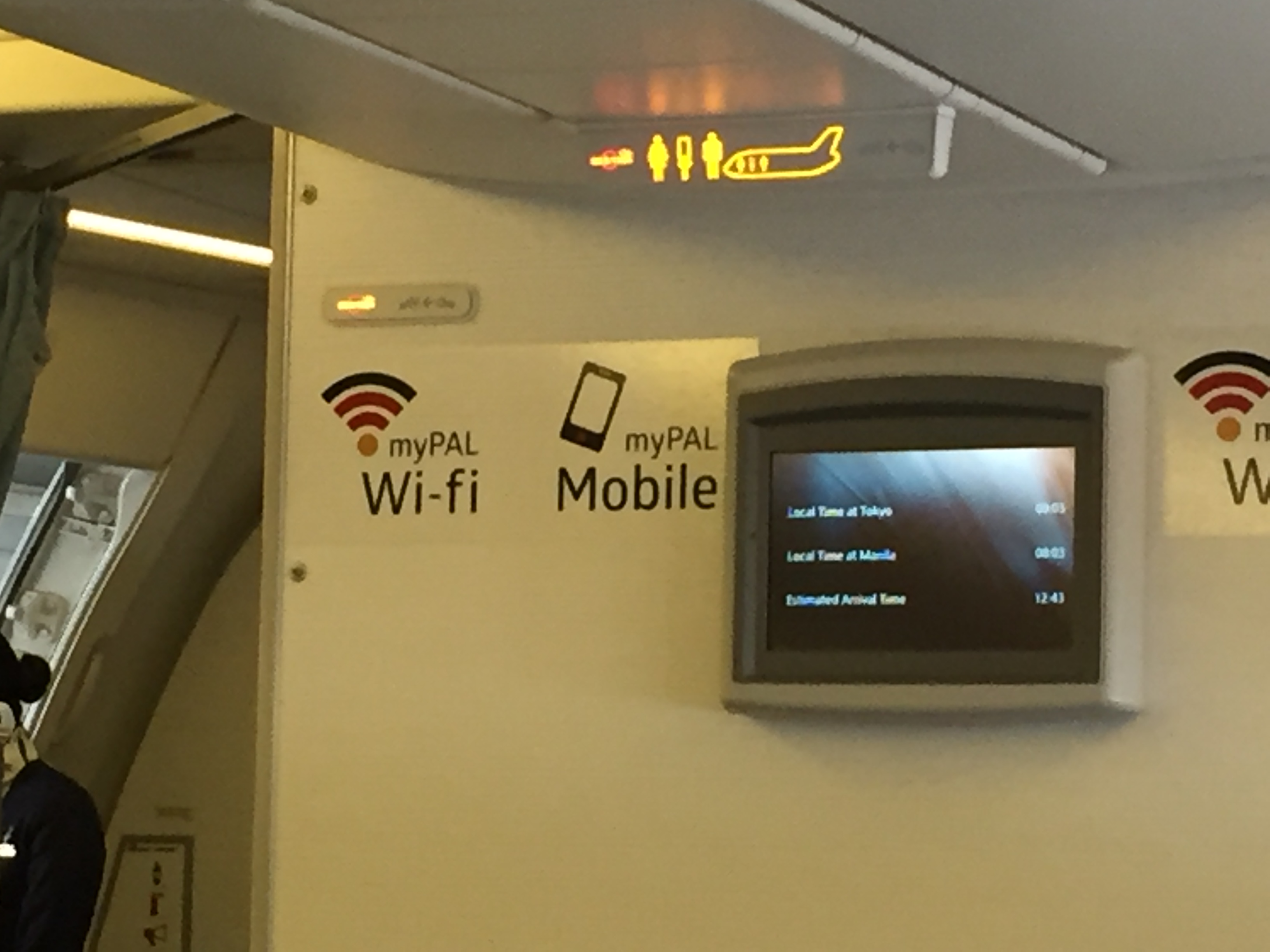
Letreros de myPAL Wi-Fi y Mobile, aquí instalados en un Boeing 777, indique que estos servicios son disponibles a bordo

A bordo todos los aviones excepto del Airbus A320 y A321-200, la PAL ofrece conectividad en vuelo por wifi y, si disponible, la itinerancia.
Los servicios de wifi son ofrecidos bajo la marca "myPAL Wi-Fi", mientras se usa la marca "myPAL Mobile" por los servicios de conectividad móvil. Se comenzó a ofrecer estos servicios a través del OnAir como "PAL iN AIR" el 9 de julio de 2013 a bordo un Boeing 777 con destino a Vancouver, a donde la PAL fue cliente de lanzamiento por la tecnología de conectividad GSMConneX-Aero de la compañía alemana TriaGnoSys, mientras Inmarsat provee el mismo servicio de conectividad. Los Airbus A330 configurados por dos clases de servicio son equipados también con esta sistema de conectividad. Originalmente la PAL ofreció wifi grantis por 30 minutos con límite de 15 MB, la primera aerolínea de Asia que ofrece wifi gratis a todos los pasajeros a bordo sus vuelos internacionales, y descuentos de 50% por paquetes más grandes.
Los Airbus A321neo y A350 tienen sistemas de conectividad en vuelo, aunque sin conectividad móvil. En 2019, SITA y Inmarsat anunció que instalarán el sistema GX Aviation, una versión actualizada, a bordo ambos tipos de avión, y también al Boeing 777.
Actualmente la PAL ofrece wifi gratis por 30 minutos con límite de 30 MB por todos los pasajeros, y un límite más alto de 100 MB para los pasajeros en la clase ejecutiva.

#### Revista
La PAL produce Mabuhay como su revista oficial de vuelo. Publicado por primera vez en 1982, la revista ha ganado cerca de 20 premios por su fotografía y periodismo, más recientemente en 2018. Ink Global ha publicado Mabuhay desde julio de 2016 después de asumiendo el cargo de publicación de Eastgate Publishing, que sirvió como suya editorial desde 1988.

## Programa de viajero frecuente
La PAL estableció sus primeros programas de viajero frecuente en 1984 con lanzamiento del "Mabuhay Club", un programa de fidelización para los pasajeros de la primera clase, y "PALsmiles", originalmente la contraparte de la clase ejecutiva hasta su extensión a todos los pasajeros en 1989.  Ambos programas fueron fusionados en 2002 a formar el programa actual, "Mabuhay Miles", después de dos años de desarrollo. Se escindido el programa a formar su propia compañía en 2016.
Mabuhay Miles sirve como programa de viajero frecuente por la PAL y PAL Express, a donde los miembros pueden ganar millas por volando con suyos vuelos o de sus socios de código compartido, hacia vuelos gratis o pagados por millas y efectivo, y ascensos a clases de servicio más altas. Se pueden ganar y usar millas también por los socios no aéreos de Mabuhay Miles, entre ellos bancos, hoteles, compañías de telecomunicación, tiendas y compañías de viaje. El Banco Nacional Filipino emite tarjetas de crédito de marca compartida.
A partir de 2015 Mabuhay Miles tiene aproximadamente 3.4 millones de miembros, a donde 1 millón son activos. El programa tiene cuatro niveles de membresía: clásico (Classic; nivel básico), élite (Elite), élite premier (Premier Elite) y miembros quien han ganado 1 millón de millas (Million Miler).

### Salones Mabuhay
La PAL opera los Salones Mabuhay (Mabuhay Lounges), un red de salones aeroportuarias para los miembros élites de Mabuhay Miles en Filipinas y en otros países. Se tiene su salón principal al Terminal 2 del Aeropuerto Internacional Ninoy Aquino en Manila, pero hay Salones Mabuhay en las ciudades principales servidos por la PAL en Filipinas. Aparte de Manila, hay salones a los aeropuertos de Cebú, Dávao, Iloílo, Bacólod, Puerto Princesa, Cagayán de Oro y General Santos. Fuera de Filipinas, San Francisco es la única ciudad con un Salón Mabuhay.
La mejorización de los Salones Mabuhay forma parte del plan por la PAL a mantener su calificación de cuatro estrellas. En 2018 la PAL inauguró un nuevo Salón Mabuhay en Manila de dos niveles, mientras en Cebú, GRiT Design Studio y Atelier Almario diseñaron el nuevo salón al Terminal 2 del Aeropuerto Internacional de Mactán-Cebú, a donde se diseñaba para evocar una sensación tropical.